# 山香町 (名古屋市)
山香町（さんこうちょう）は、愛知県名古屋市名東区の地名。丁番を持たない単独町名である。住居表示未実施。

## 地理
名古屋市名東区の南西部に位置し、東に西山台、南東に牧の原、西に藤巻町、南に高針荒田、北西に植園町、北に扇町、北東に西山本通と接する。

## 歴史

### 町名の由来
名古屋市住居表示課によると、当地が「三高山」（さんだかやま）と通称していたことから、「さんこうさん」と読み変え、山の緑が香る町を意味する漢字に変えて命名したものであるという。

### 沿革
- 1995年（平成7年）11月6日 - 名東区猪高町大字高針字大久手・字荒田および扇町3丁目の各一部により、同区山香町として成立[WEB 1]。
- 2011年（平成23年）10月15日 - 名東区猪高町大字高針字大久手の一部を編入する[WEB 7]。

## 世帯数と人口
2019年（平成31年）4月1日現在の世帯数と人口は以下の通りである。
| 町丁   | 世帯数  | 人口  |
| ------ | ------- | ----- |
| 山香町 | 138世帯 | 214人 |

### 人口の変遷
国勢調査による人口の推移
| 2000年（平成12年） | 195人 | [ WEB 8 ]  |  |
| 2005年（平成17年） | 199人 | [ WEB 9 ]  |  |
| 2010年（平成22年） | 234人 | [ WEB 10 ] |  |
| 2015年（平成27年） | 195人 | [ WEB 11 ] |  |

## 学区
市立小・中学校に通う場合、学校等は以下の通りとなる。また、公立高等学校に通う場合の学区は以下の通りとなる。
| 番・番地等 | 小学校               | 中学校               | 高等学校 |
| ---------- | -------------------- | -------------------- | -------- |
| 全域       | 名古屋市立西山小学校 | 名古屋市立神丘中学校 | 尾張学区 |

## 施設
- 社会福祉法人昭徳会児童養護施設名古屋若松寮

名古屋市立若松寮として設立された施設で、1997年（平成9年）4月1日、愛知県尾張旭市内より移転してきた。2016年（平成28年）4月1日をもって民間の施設となっている。

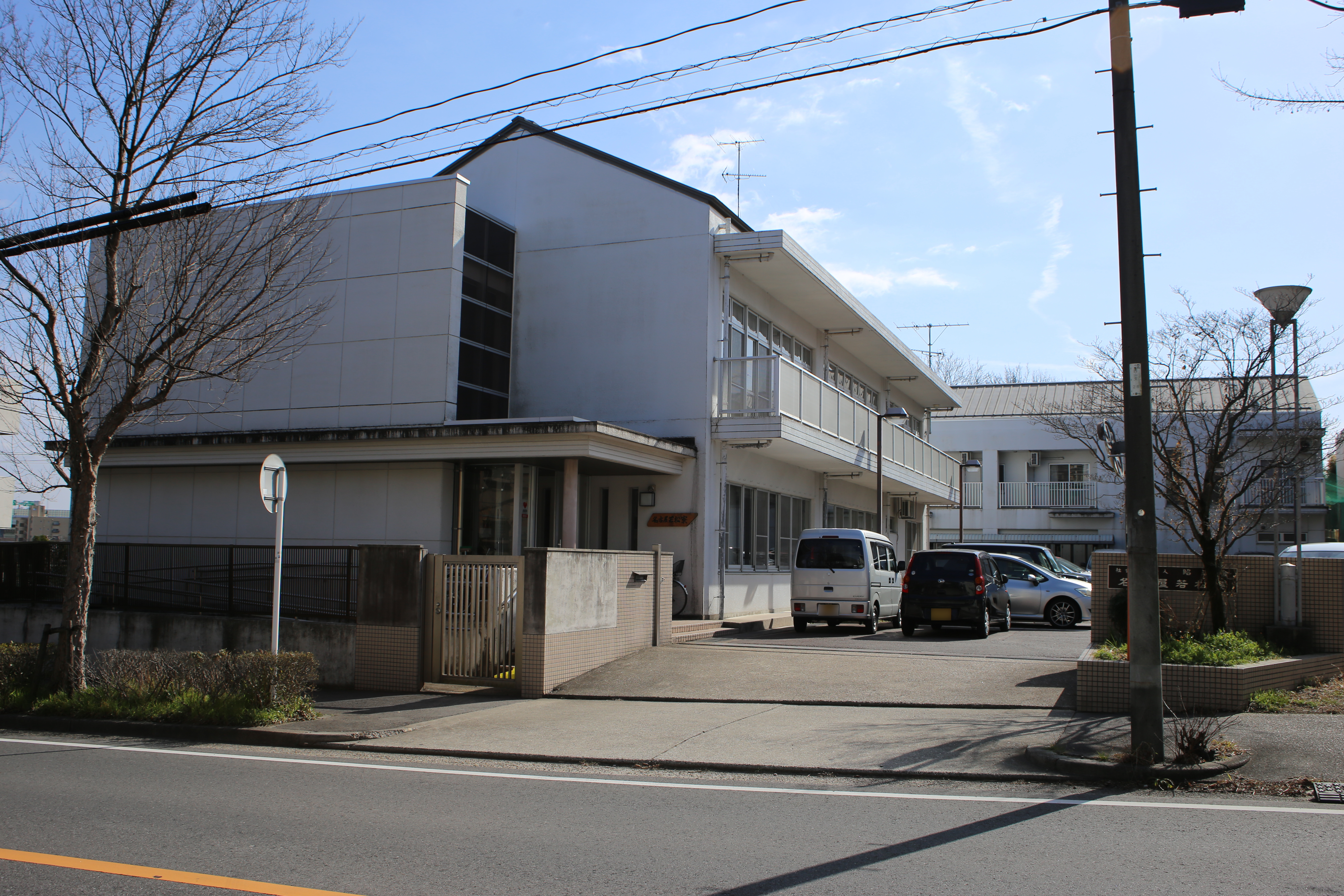
名古屋若松寮

## その他

### 日本郵便
- 郵便番号 : 465-0074[WEB 4]（集配局：名東郵便局[WEB 15]）。

### WEB
1. 1 2  『愛知県公報』第1038号（平成7年11月1日号）所収「愛知県告示第827号」
2. ↑  “愛知県名古屋市名東区の町丁・字一覧”.   人口統計ラボ. 2017年10月7日閲覧。
3. 1 2  “町・丁目(大字)別、年齢(10歳階級)別公簿人口(全市・区別)”.   名古屋市 (2019年4月22日). 2019年4月23日閲覧。
4. 1 2  “郵便番号”.  日本郵便. 2019年3月17日閲覧。
5. ↑  “市外局番の一覧”.   総務省. 2019年1月6日閲覧。
6. ↑  名古屋市役所市民経済局地域振興部住民課町名表示係 (2015年10月21日). “名東区の町名一覧”.   名古屋市. 2017年10月7日閲覧。
7. ↑  名古屋市役所市民経済局地域振興部住民課町名表示係 (2013年6月6日). “名東区及び天白区の一部で区界及び町名・町界変更を実施(平成23年10月15日実施)”.   名古屋市. 2018年2月11日閲覧。
8. ↑  名古屋市役所総務局企画部統計課統計係 (2005年7月1日). “（刊行物）名古屋の町(大字)・丁目別人口 (平成12年国勢調査) 名東区” (XLS). 2017年10月8日閲覧。
9. ↑  名古屋市役所総務局企画部統計課統計係 (2007年6月29日). “平成17年国勢調査　名古屋の町(大字)別・年齢別人口 名東区” (XLS). 2017年10月8日閲覧。
10. ↑  名古屋市役所総務局企画部統計課統計係 (2012年6月29日). “平成22年国勢調査　名古屋の町(大字)別・年齢別人口 名東区” (XLS). 2017年10月8日閲覧。
11. ↑  名古屋市役所総務局企画部統計課統計係 (2017年7月7日). “平成27年国勢調査　名古屋の町(大字)別・年齢別人口” (XLS). 2017年10月8日閲覧。
12. ↑  “市立小・中学校の通学区域一覧”.   名古屋市 (2018年11月10日). 2019年1月14日閲覧。
13. ↑  “平成29年度以降の愛知県公立高等学校（全日制課程）入学者選抜における通学区域並びに群及びグループ分け案について”.   愛知県教育委員会 (2015年2月16日). 2019年1月14日閲覧。
14. 1 2  “沿革”.   社会福祉法人昭徳会児童養護施設名古屋若松寮. 2018年3月8日閲覧。
15. ↑  “郵便番号簿 2018年度版” (PDF).   日本郵便. 2019年4月23日閲覧。

### 新聞
1. ↑  “名東区に『山香町』 来月施行” (日本語). 中日新聞 (中日新聞社). (1995年10月7日)